# Campionat d'Espanya de trial 2004
La temporada de 2004 del Campionat d'Espanya de trial fou la 37a edició d'aquest campionat, organitzat per la Reial Federació Motociclista Espanyola. El calendari oficial constava de 8 proves puntuables, celebrades entre el 8 de febrer i el 31 d'octubre. 2 de les proves programades es disputaren als Països Catalans: Andorra (26 de març) i Terrassa (17 d'octubre).

## Classificació final
Font:
| Posició | Pilot             | Motocicleta | Punts |
| ------- | ----------------- | ----------- | ----- |
| 1       | Adam Raga         | Gas Gas     | 150   |
| 2       | Albert Cabestany  | Beta        | 120   |
| 3       | Marc Freixa       | Montesa     | 118   |
| 4       | Jeroni Fajardo    | Gas Gas     | 100   |
| 5       | Jordi Pascuet     | Gas Gas     | 77    |
| 6       | Dougie Lampkin    | Montesa     | 61    |
| 7       | Dani Oliveras     | Gas Gas     | 49    |
| 8       | Graham Jarvis     | Sherco      | 48    |
| 9       | Daniel Cuerdo     | Gas Gas     | 47    |
| 10      | Takahisa Fujinami | Montesa     | 46    |

## Categories inferiors
| Categoria    | Guanyador          | Motocicleta |
| ------------ | ------------------ | ----------- |
| Sènior B     | José M. Suárez     | Montesa     |
| Sènior C     | Francesc Recio     | Beta        |
| Veterans     | Miquel Vergel      | Gas Gas     |
| Júnior 250cc | Cristian Rodríguez | Beta        |
| Júnior 125cc | Gerard Cintas      | Sherco      |
| Cadets       | David Millán       | Sherco      |
| "Autonomías" | País Valencià      | -           |